# Герман, Константин Эдуардович
Константи́н Эдуа́рдович Ге́рман (род. 15 ноября 1957) — российский учёный в области радиохимия, биоорганической химии, химии и металлургии радиоактивных элементов, доктор химических наук (2022). Основные работы посвящены химии технеция, актинидов, биоорганической химии, радиоэкологии, ядерной трансмутации.

## Биография
Родился в г. Москва. Отец — Герман (Бабкин) Эдуард Иванович, мать — Николаева (Герман, Калинина, Павленко) Галина Степановна. Имеет двоих сыновей (1979 и 1983 гг) и дочь (1999 г). Дед — Бабкин Иван Иванович — артист (певец) ГАБТ, участник ВОВ , певец КАППСА им. Александрова (Ансамбль песни и пляски Российской армии имени А. В. Александрова), регент хора Богоявленского кафедрального собора (Елоховского собора).
В 1973—1975 гг. — член РКШ при РК ВЛКСМ Тушинского района г. Москва, тогда же окончил Школу английского языка при МосГорОНО.
Альма-матер: Московский Государственный Университет им. М. В. Ломоносова, 1975—1980. Член сборной МГУ по лёгкой атлетике. Дипломная работа выполнена на кафедре радиохимии у чл.-корр. АН СССР Несмеянова Андрея Николаевича и Э. С. Филатова по химии меченых тритием биологически активных соединений.
По окончании МГУ в 1980 году поступил в ИФХ АН СССР в лабораторию радиохимических исследований академика Виктора Ивановича Спицына, которую впоследствии возглавил (в 2012 году), приняв руководство после д.х.н. В.Ф. Перетрухина. Подготовку к кандидатскому минимуму по философии проходил в Институте философии АН СССР в 1983-84 гг. (в одной группе с Михаилом Л. Хазиным). Выпускная работа «Социальные регуляторы процесса познания» получила высший рейтинг и была специально отмечена комиссией. Многие ранние работы К. Э. Германа выполнены совместно с Кузиной Анной Федоровной и посвящены химии и технологии технеция. Значительная часть работ в 1980—1989 гг. выполнялась по спецтематике на предприятии ПО Маяк Минсредмаша. Работа по созданию технологии выделения технеция, выполненная в соавторстве с А. Ф. Кузиной и др., награждена дипломом как лучшая работа года в 1986 г. . Кандидатскую работу по спецтеме защитил в 1989 г. Оппоненты по диссертации — д.х.н., проф. Крот, Николай Николаевич и д.х.н. Куляко Ю. А.
Докторскую диссертацию защитил в 2022 году по теме «Химические и экологические аспекты поведения соединений технеция в радиоактивных отходах и окружающей среде» по специальности: 1.4.13-радиохимия. Фундаментальные работы посвящены применению органических соединений в химии технеция и рения. Значительное число ранних работ посвящено термохимии и ЯМР спектроскопии соединений технеция.
В 1991 году после трансформации РК ВЛКСМ в ДНТТМ стал зав. лабораторией химии в ДНТТМ «Донской», где вёл научную работу с группой одарённых детей 9-10 классов. Некоторые его ученики смогли выпустить первые научные статьи, ещё обучаясь в школе. Аналогичной лабораторией в соседнем ДНТТМ Хамовники руководил М. Б. Ходорковский, сконцентрировавшийся на поставках в Россию компьютеров.
В 1989—1994 назначен руководителем группы радиоэкологии ИФХЭ РАН и зам. руководителя программы подготовки радиохимиков высшей квалификации для Ливийского исследовательского центра «Тажура», организованной в ИФХЭ РАН профессорами Владимиром Федоровичем Перетрухиным и Каретой Вячеславом Ивановичем.  Был руководителем у доктора Сами Эльваера (совместно с проф. В. Ф. Перетрухиным).
Был заместителем руководителя программы совместных научных работ ИФХЭ РАН с Комиссариатом по Атомной Энергии (Франция) в 1992—2008 гг., с Департаментом Энергетики США (1995—2005), JAERI (Япония, 1999—2018), Институтом Ядерной физики (Institut Physique Nucleaire, Орсэ (организованном Жолио Кюри) в Лаборатории радиохимии, Франция 1992—1995 (где совместно с проф. Мишелем Юссонуа и проф. Франсуа Давидом разработал метод получения изотопа Tc-95 для использования в качестве метки в аналитических радиохимических работах) и 2002—2011, исследовал карбиды радиоактивных металлов и экстракционные технологии извлечения технеция) и др. В 1995—1997 гг. решением зам. министра Министерства атомной энергетики и промышленности командирован для работы в Центр ядерных исследований долины Роны (VALRHO, сайт Маркуль, корпус Аталанта Маркуль), где проработал в течение 3 лет по темам, представлявшим интерес для Комиссариата по атомной энергии Франции (CEA), одна из работ, выполненных в Маркуле, доложена на конференции, посвященной 100-летию открытия радиоактивности в 1996 в Сен-Мало.
В 1998—2001 годах работал по программе сотрудничества с сайтом Хэнфорд (Hanford site, Westinghouse и Департамент энергетики США) разрабатывая методы переработки щелочных пульп исторических радиоактивных отходов и был руководителем проекта по работе с центром Саванна-Ривер (Департамент энергетики США), первым акцентировав внимание исследователей на проблемах анализа выщелачивания радионуклидов из щелочных пульп.
В 1999—2000 годах по приглашению Моник Симонофф и Симонофф, Габриэль работал профессором в Университете Бордо-1 (Франция) и Центре Ядерных Исследований Бордо-Градиньян по программе анализа поведения технеция при пирометаллургической переработке отработанного ядерного топлива в сотрудничестве CNRS, CEA (Marcoule) и ESRF (Grenoble) и анализа химических форм Cl-36, доложенных на NRC-5 в Понтресине, Швейцария.
В 1999—2000 гг по приглашению Эрика Остолса (Erik ÖSTHOLS) был приглашённым экспертом выпуска OECD NEA-TDB «Chemical thermodynamics of technetium», выпущенного под руководством Джо Рарда (Joseph Rard).
В 1996—2010 гг вместе с В. Ф. Перетрухиным прилагал огромные усилия к развитию программы ядерной трансмутации технеция в России. Разработал методы получения материалов мишеней для трансмутации в виде металлического технеция и др.. В результате этих работ получены образцы искусственного стабильного рутения-100.
В 2006 году участвовал в открытии нового рода и вида микроорганизмов (Tepidimicrobium ferriphilum gen. nov., sp. nov.) — экстремофилов, описал их радиобилогические свойства и механизм взаимодействия с радионуклидами.
В 1993—2018 гг. был участником создания Международной конференции по химии технеция и рения ISTR. С 2008 года избран руководителем Международного оргкомитета ISTR и был главным редактором сборников трудов ISTR в 2011, 2014, 2018.
В 2010—2022 гг создал и развивал программу сотрудничества по исследованию новых соединений технеция ИФХЭ РАН с университетом Невады — Лас-Вегас (Department of Chemistry, University of Nevada Las Vegas, Las Vegas, NV, USA — профессора Frederic Poineau & Kenneth R. Czerwinski), впервые обнаружив и описав конверсию тетраэдрического окружения Tc(VII) в октаэдрическое и открыв первый полиоксометаллат технеция [Tc20O68]4−.
В 2012 году создал кафедру естественно-научных дисциплин Московского филиала Медицинский Университет «Реавиз» (которую возглавлял до 2016 г.), координируя работу по курсам «Математика и информатика», «Физика», «Химия», «Биоорганическая химия», «Физическая химия» и др. Выпустил 8 монографий по предметам курсов , , . Курс лекций доступен на . Известный педагог и популяризатор науки. Благодаря своим учебникам в 2015—2024 г.г. являлся самым читаемым автором ИФХЭ РАН.
В 2012 г. был организатором и главным редактором сборника трудов 7й Европейской летней школы по супрамолекулярным взаимодействиям (7th European summer school on SUPRAMOLECULAR, INTERMOLECULAR, INTERAGGREGATE INTERACTIONS AND SEPARATION CHEMISTRY-JULY 20-23, 2012, MOSCOW, RUSSIA (Eds. K.E.German, L.B.Boinovich, A.Yu. Tsivadze) ).
В 2013—2014 гг. приглашённый профессор Варшавского Университета для чтения цикла Ядерная химия (последние достижения ядерной химии, ядерная медицина , химия и технология технеция, мирные использования ядерной энергии, ядерные методы исследования (ЯМР, ЭКЗАФС) и др.) на Летней Европейской Школе (II Letnia Szkola Energetiki i Chemii Jadrowej).
В 2015 году организовал Международный научный семинар — школу «Современные фундаментальные основы обращения с радиоактивными отходами» и был главным редактором сборника трудов (совместно с А. В. Сафоновым). В 2018 году при поддержке РФФИ прошла вторая Школа этой серии, в которой профессорами выступили известные учёные из России, Южной Кореи, США, Японии, ЮАР, Польши, Казахстана и др.
С 2016 по 2024 был профессором НОК ИФХЭ РАН, разработал курс подготовки аспирантов по программам «Современные образовательные технологии», «Педагогика», «Радиохимия», направленный на повышение эффективности научных исследований молодых учёных. Является активным популяризатором науки: в 2017 году снялся в фильме Александры Говорченко «Агрессивная среда. Кислоты» в роли себя с демонстрацией приготовления «царской водки» и действия её на золото.
Научные работы:
Автор более 270 статей, 30 монографий, 7 изобретений и патентов как лично, так и в соавторстве с такими учёными как А. Н. Несмеянов, В. И. Спицын, А. Ф. Кузина, Б. Ф. Мясоедов, A.Ю. Цивадзе, А. М. Федосеев, М. С. Григорьев, Ф. Давид, Ф. Коттон, А. Саттельбергер, Ш. Мадик, Симонофф Габриэль и Моника Симонофф, Оганов Артём, А. Г. Масленников, Ф. Пуано М. Массон, В. Ф. Перетрухин, И. Г. Тананаев, В. В. Кузнецов, С. Н. Калмыков, М. Озава, М. Хотьковский, М. А. Волков, А. В. Сафонов, А. П. Новиков и др.
Основные работы в области фундаментальной химии посвящены исследованию неустойчивых и слабо охарактеризованных химических форм технеция в растворах. Открыл ряд новых классов неорганических соединений — пероксиды технеция, полисульфиды технеция, полиоксотехнетаты(VII, V), полиоксометаллат рения(VII), гексаядерные галогенидные кластеры технеция. Обнаружил новые системы у поликарбоксилатов технеция(II, III) и (VII, III); Исследовал ряд процессов в металлургии технеция и его сплавов, теоретической и прикладной электрохимии технеция, экологии технеция, вопросы распознавания тетраоксидоанионов, прецизионной кристаллохимии пертехнетатов и др..
В 1981 — 1986 гг синтезировал широкий ряд соединений технеция с органическими катионами и, применив методику автоклавного восстановления, открыл новый класс многоядерных кластерных соединений металлов с призматическим строением кластера и системой неравноценных связей металл-металл (содержавшей 3 тройные и 6 полуторных связей Tc — Tc), имевший скандально-интересное электронное строение, для описания которого к данной работе по собственной инициативе присоединился нобелевский лауреат Роалд Хоффман.
В 2008 году открыл существование пероксидов технеция , и описал условия их существования и свойства.
Прикладные работы связаны с поведением технеция при переработке отработанного ядерного топлива , изготовлением ядерных мишеней .
Патенты относятся как к спецтематике, так и разработке ион-селективных электродов, созданию барьеров от распространения РАО и др.
Наукометрические идентификаторы К. Э. Германа : Списки основных научных статей в высокорейтинговых журналах приведены на сайтах RID, ORCID, ИСТИНА, Google Scholar.
Член Государственной Аттестационной Комиссии (ГАК) МГУ им. М. В. Ломоносова в 2014—2023 гг по специальностям «Физическая химия» и «Радиохимия». В 2024 — председатель ГАК МГУ по радиохимии и председатель ГАК МИРЭА по биотехнологии. Эксперт ГК Росатом (С 2020 г, Свидетельство эксперта № 0146, Отраслевой реестр научно-технических экспертов).
Монографии и учебники:
- ХИМИЧЕСКИЕ И ФИЗИКО-ХИМИЧЕСКИЕ МЕТОДЫ ИССЛЕДОВАНИЯ В МЕДИЦИНЕ И БИОЛОГИИ — Учебное пособие для самостоятельной работы студентов лечебных факультетов медицинских вузов[59],
- М. Б. Гокжаев, Е. В. Белова, К. Э. Герман, А. В. Афанасьев. ОБЩАЯ ХИМИЯ. Часть I. Учебное пособие по общей химии для самостоятельной работы студентов медицинских вузов. Москва 2016, Издательство «Граница». 137 с[60],
- Современные методы образования в физической химии, радиохимии и электрохимии по работе научно-образовательных центров / Под редакцией проф. К. Э. Германа. — М.: Граница, 2021. — 334 с.[61],
- К. Э. Герман, А. В. Афанасьев, Е. В. Белова. НАЧАЛА БИООРГАНИЧЕСКОЙ ХИМИИ ДЛЯ МЕДИКОВ — "МЕДИЦИНСКИЙ УНИВЕРСИТЕТ «РЕАВИЗ» — Московское отделение. Учебно-методическое пособие для студентов медицинских вузов. Москва — Издательство «Граница»2016 − 52 с.[62],
- М. Б. Гокжаев, Е. В. Белова, С. Н. Куденцова, О. И. Слюсар,К. Э. Герман. Психолого-педагогические аспекты подготовки иностранных слушателей курсов подготовительного отделения по дисциплине ОБЩАЯХИМИЯ / Учебное пособие по общей химии для самостоятельной работы иностранных учащихся подготовительного отделения. М.: Издательство «Граница», 2016. — 186 стр.[63],
- Редкие элементы в ядерном топливном цикле. Под ред. И. Д. Трошкиной, М.Озава и К. Э. Германа. Изд. РХТУ, 2018. 272 стр.[9]
- Белова Е. В., Герман К. Э., Афанасьев А. В., Слюсар О. И., Солодова Е. В. ВЫСОКОМОЛЕКУЛЯРНЫЕ СОЕДИНЕНИЯ И ГЕЛИ. Учебное пособие для студентов и аспирантов биотехнологического направления подготовки медицинских ВУЗов. — Москва: Издательский дом «Граница», 2019. — 75 с.[64],
- А. В. Афанасьев, Е. В. Белова, К. Э. Герман, А. Ф. Жуков, А. В. Копытин, Н. С. Легкодимова. Химические и физико-химические методы исследования в медицине и биологии: Учебное пособие / РХТУ им. Д. И. Менделеева. Москва, Издательство «Граница», 2019, 148 с. Издание 2-е, исправленное и дополненное. Под редакцией проф. Щербиной А. А.[65],
- Е. В. Белова, К. Э. Герман, Д. И. Ярыкин, А. А. Бездомников, В. Г. Глухов,П. Г. Зеленин, Ю. П. Курнышева, А. В. Макаров, М. Г. Миронова, Ю. В. Никитина,Г. М. Сударев, А. О. Шкирдова А. В., СОВРЕМЕННЫЕ ОБРАЗОВАТЕЛЬНЫЕ ТЕХНОЛОГИИ В ФИЗИЧЕСКОЙХИМИИ: Монография. Москва, Издательский дом «Граница», 2019, 308 с. Под редакцией проф. К. Э. Германа.[34],
- Белова Е. В., Герман К. Э., Афанасьев А. В., Зачернюк Б. А. Классификация, номенклатура и электронное строение органических соединений. Учебное пособие / Москва, Издательский дом «Граница», 2020, 94 с.[66],
- Е. С. Абрамова, Г. Д. Артемьев, А. А. Бездомников, Е. В. Белова, М. А. Волков, В. Г. Глухов, К. Э. Герман, П. Г. Зеленин, Ю. П. Курнышева, Н. С. Легкодимова, В. В. Лебедев, А. В. Лебедев, А. В. Макаров, М. Г. Миронова, Ю. В. Никитина, А. П. Новиков, О. Е. Панфилов,В. Ф. Перетрухин, Н. М. Попова, А. В. Сафонов, Д. С. Ситникова, А. В. Ситанская, Г. М. Сударев, З. Б. Хесина, А. О. Шкирдова, Д. И. Ярыкин. ИСТОРИЧЕСКИЕ РЕТРОСПЕКТИВЫ И СОВРЕМЕННЫЕ ТЕНДЕНЦИИ В ФИЗИЧЕСКОЙ ХИМИИ,РАДИОХИМИИ И КОРРОЗИОННЫХ ИССЛЕДОВАНИЯХ Монография. Москва, Издательство «Граница», 2020, 551 с. Под редакцией проф. К. Э. Германа[67]
- Афанасьев А. В., Белова Е. В., Бунин Д. А., Вернигор И. Е., Волков М. А., Герман К. Э., Глазков А. Т., Гриневич О. И., Жуков А. Ф., Жуликов В. В., Капустин Е. С., Карнаева А. Е., Копытин А. В., Кудряшова Ю. О., Крутских В. М., КузнецовВ.В., Кузнецов И. А., Легкодимова Н. С., Лебедев В. В., Новиков А. П., Попова Н. М., Пшеничкина Т. В., Синицын П. А., Ситанская А. В., Турышев Е. С., Тягнерев Е. В., Филатова Е. А., Черевинский А. П., Шевдин А. А., Шишмакова Е. М., Ханин Д. А. Современные проблемы физической химии, радиохимии и электрохимии в работе научно-образовательных центров / под редакцией проф. К. Э. Германа.— М.: Граница, 2021.- 524 с.[68],
- Б. А. Зачернюк, Е. В. Белова, Е. Н. Соловьева, К. Э. Герман, Н. Н. Роева. Синтез органических соединений. Курск. ЗАО «Университетская книга». 2021. 74 стр.[69],
- Афанасьев А. В., Белова Е. В., Бунин Д. А., Вернигор И. Е., Волков М. А., Герман К. Э., Гриневич О. И., Карнаева А. Е., Кудряшова Ю. О., Кузнецов И. А., Легкодимова Н. С., Лебедев В. В., Новиков А. П., Попова Н. М., Синицын П. А., Ситанская А. В., Турышев Е. С., Фролкова Д. В., Фролов К., Черевинский А. П., Шевдин А. А., Шишмакова Е. М., Ярыкин Д. И. РЕТРОАНАЛИЗ И ГЕНЕЗИС ПОДХОДОВ К РЕШЕНИЮ ПРОБЛЕМ ФИЗИЧЕСКОЙХИМИИ, РАДИОХИМИИ И ЭЛЕКТРОХИМИИ В РАБОТЕ НАУЧНО-ОБРАЗОВАТЕЛЬНЫХ ЦЕНТРОВ: Монография. Москва, Издательский дом «Граница», 2021, 817 с[36],
- Анисимов А. А., Афанасьев А. В., Балабанова О. А., Белова Е. В., Булатников Д. А., Волков М. А., Герман К. Э., Глушко А. Н., Жильникова А. В., Жуликов В. В., Железнов Е. В., Задёр П. А., Казберов Р. Я., Кузнецов В. В., Новиков А. П., Плеханов, Ю.В., Сёмина, Н.А., Тележкина А. В., Уродкова Е. К., Филиппов В. Л.,Фролов К. В. Современные методы образования в физической химии, радиохимии и электрохимии по работе научно-образовательных центров / Под редакцией проф. К. Э. Германа. — М.: Граница, 2021. — 334 с[35]
- Афанасьев А. В., Белова Е. В., Герман К. Э. Физико-химические методы анализа в медицине: Учебное пособие. Москва, Издательский дом «Граница», 2022, 236 с[70]

Преподавательская деятельность
- ДНТТМ Донской — старший преподаватель, зав. лабораторией: 1991—1994.
- Центр подготовки иностранных аспирантов ИФХ РАН, доцент: 1989—1995.
- Руководство курсовыми и дипломными (специалитет, бакалавриат и магистратура) работами РХТУ им. Д. И. Менделеева, МГУ им. М. В. Ломоносова:1998 — 2024.
- Медицинский Университет РЕАВИЗ, зав. кафедрой естественно-научных дисциплин, 2011—2016.
- Научно образовательный центр ИФХЭ РАН, профессор, 2016—2024.
- Руководство кандидатскими диссертациями: С. М. Эль Ваер (1994) , А. Я. Марук "Структурные особенности технеция(VII) в кристаллических соединениях и растворах сильных кислот (2013)[71], Я. А. Обручникова "Химические формы технеция при его восстановлении и осаждении в азотнокислых растворах (2013)[72], В. Е. Трегубова «Поведение органических компонентов и радионуклидов в процессах биологической обработки гидрофобных жидких органических радиоактивных отходов» (2016), М. А. Волков «Электровосстановление соединений Мо(VI) и Тс(VII) в растворах, содержащих карбоксилат-ионы, с образованием металлических осадков» (2021)[73].

Председатель ГАК МГУ по специальности «Радиохимия» (2024 — н.в.). Председатель ГАК МИРЭА по специальности «Биотехнология» (2024 — н.в.).
Награды:
- Медаль «50 лет Атомной энергетике СССР» (Верховный Совет РСФСР, 1990).
- Медаль «В память 850-летия Москвы», 1997.
- Медаль «Ветеран атомной энергетики и промышленности», 2004.
- Медаль «Ветеран труда», 2017.
- Почётное звание «Почётный работник науки и высоких технологий Российской Федерации»  Honorary Worker of Science and High Technologies, 2022.

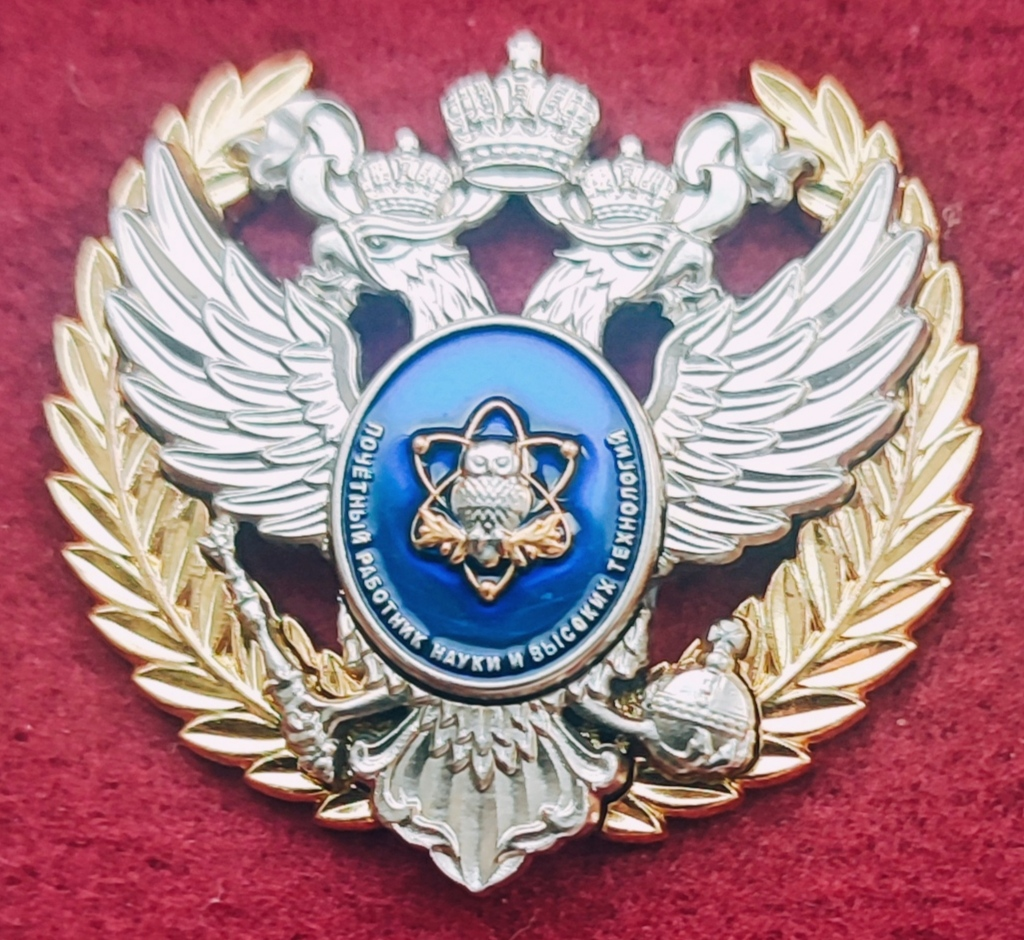
Honorary Worker of Science and High Technologies

## Наукометрия
WEB OF SCIENCE  https://www.webofscience.com/wos/author/record/B-7694-2011
ORCID https://orcid.org/0000-0003-2368-4081
Pascal and Francis Bibliographic Databases
Гугл Академия